# Love. Angel. Music. Baby.
Albums de Gwen Stefani
The Sweet Escape
(2006)
Love. Angel. Music. Baby. est le premier album studio de l’auteure-compositrice-interprète américaine Gwen Stefani. Il sort le 12 novembre 2004 sous le label Interscope, qui en assure la distribution. Après avoir contribué à cinq opus en tant que chanteuse du groupe No Doubt, Gwen Stefani retourne seule en studio d’enregistrement au début de l’année 2003 et commence à enregistrer des chansons. À ce moment-là, elle travaille indirectement à la conception d’un projet musical parallèle qui donnera finalement naissance à un album complet, soit e Love. Angel. Music. Baby.. Elle coécrit tous les morceaux de l’album, collaborant avec divers auteurs-compositeurs et producteurs, dont André 3000, Dallas Austin, Dr. Dre, Jimmy Jam et Terry Lewis, les Neptunes et Linda Perry. On y retrouve également les artistes Eve et André 3000, invités à délivrer une participation vocale sur plusieurs titres.
Conçu pour ressembler à un album dont le paysage sonore est semblable à la musique des années 1980, Love. Angel. Music. Baby. a été influencé par des artistes et des groupes tels que The Cure, Lisa Lisa, New Order, Prince, Depeche Mode et Madonna. L’album incorpore une gamme variée de genres, dont l’electropop, le dance-rock, la new wave et la soul, tandis que les paroles explorent des thèmes variés comme la mode, la richesse et les relations amoureuses. Son cycle promotionnel comprend la parution de six extraits ayant connu un grand succès commercial, mais également le lancement d’une tournée nord-américaine, le Harajuku Lovers Tour. Par ailleurs, Gwen Stefani était souvent accompagnée de quatre danseuses japonaises lors de ce cycle promotionnel, plus communément appelées les Harajuku Girls.
Love. Angel. Music. Baby. reçoit un accueil critique généralement positif à sa sortie. Il est également nommé six fois aux Grammy Awards, notamment pour le prix de l'Album de l'année lors de la 48ème cérémonie, en 2006. Il débute à la septième place du Billboard 200 aux États-Unis, s’écoulant à près de 309 000 exemplaires au cours de sa première semaine d’exploitation, avant de culminer à la cinquième place du classement. Au cours des années, l’album a été certifié multiplatine dans plusieurs pays et s'est vendu à plus de huit millions d’exemplaires dans le monde entier.

## Caractéristiques de l'album

### Titre de l'album
Cet album est intitulé Love.Angel.Music.Baby., en clin d'œil aux danseuses de Harajuku Girls, ses quatre danseuses qu'elle a ramenées de Harajuku, un quartier de Tokyo, le titre de l'album étant leur surnom.

## Promotion

### Singles
Le premier single new wave/electro/RnB What you waiting for ? - sorti août 2004. ne rencontra pas son public aux États-Unis d'Amérique, n'atteignant que la quarante-septième place des palmarès tandis qu'ailleurs dans le monde, le morceau se hisse dans le top 10 de plusieurs classements.
En novembre 2004 sort le single "Rich Girl", deuxième chanson enregistrée en duo avec le rappeur Eve, produit par le Dr. Dr. La chanson est une adaptation de la chanson If I Were a Rich Man de la comédie Un violon sur le toit 2.
En février 2005, sorti Hollaback Girl,  accents rap/RnB, qui est le troisième single de Gwen, dans le clip duquel apparaît Pharrell Williams. Ce titre atteint la première place aux États-Unis et en Australie, où il est le second titre classé numéro un de Gwen.
en juillet 2005. sorti la chanson pop Cool, le quatrième single extrait de l'album, ce single est passé inaperçu en France (numéro 32) par rapport au succès de Rich Girl (numéro 4) mais arrive cependant à se classer dans le top 20 aux États-Unis et au Royaume-Uni (numéro 11).
Luxurious, sorti en octobre  2005. le single RnB/new jack swing et Crash, le single pop-rap sont les cinquième et sixième singles respectivement, ces deux singles ne sont pas sortis en France à cause de à la grossesse de Gwen qu'elle annonce lors d'une tournée, peu de temps après.

### Tournée

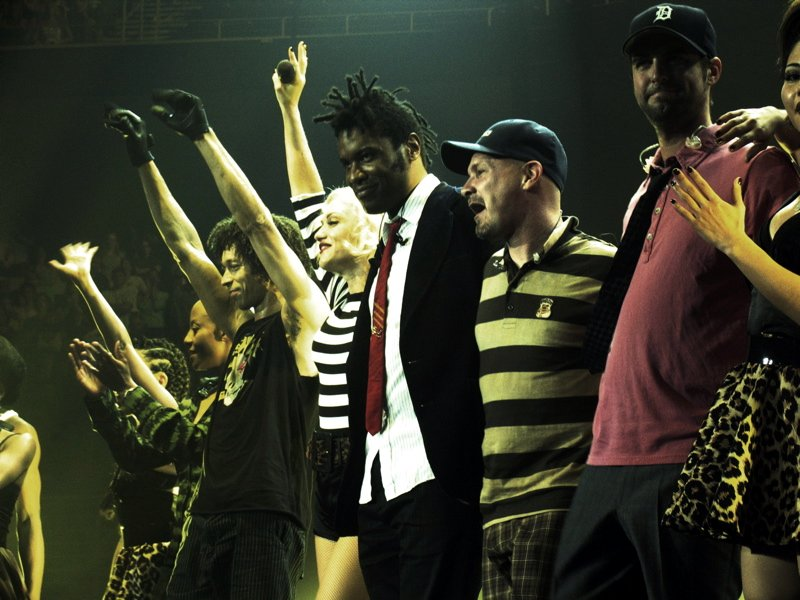
Rappel à un concert de Gwen Stefani.

### Récompense
En 2005, elle est nommée aux Grammy Awards comme la « meilleure chanteuse pop de l'année » qui cette année-là fut remporté par Norah Jones. En 2006, elle est de nouveau nommée à la même cérémonie pour « Disque de l'année », « Album de l'année », « Meilleure chanteuse pop de l'année », « Meilleur album pop de l'année » et « Collaboration rap ».

## Accueil

### Commercial

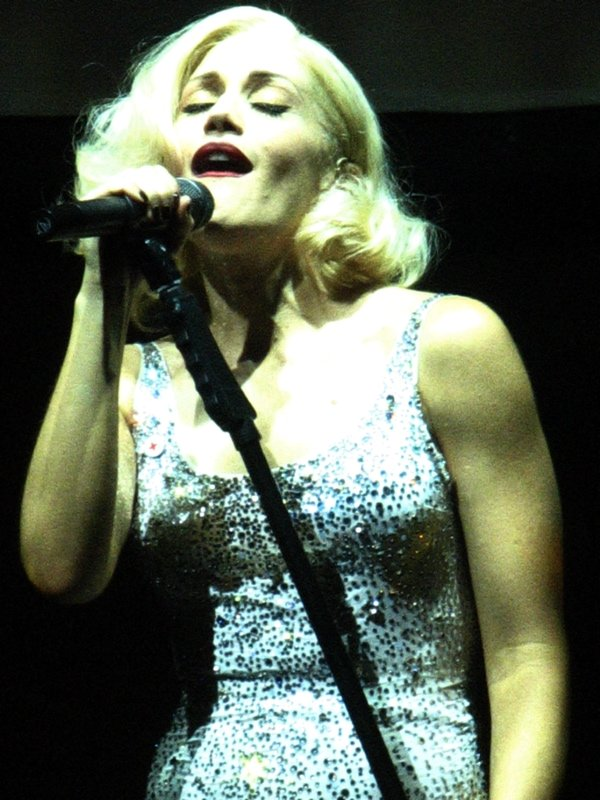
Gwen Stefani chantant Cool.

Cet album rassemble un large nombre de collaborations avec des producteurs et des artistes tels que Linda Perry, André 3000 du groupe Outkast et The Neptunes.
Gwen a voulu créer un album qu'elle aurait pu écouter quand elle était au lycée et L.A.M.B. prend des influences variées et des styles des années 1980 et début des années 1990 mélangés au RnB, au hip-hop ou encore à la new wave.
Dès son lancement, l'album s'est classé septième au Billboard Top 200, s'étant vendu à 309 000 copies.

#### Classements
| Charts (2005)                      | Position |
| ---------------------------------- | -------- |
| Allemagne (Media Control AG)       | 11       |
| Australie (ARIA)                   | 1        |
| Autriche (Ö3 Austria Top 40)       | 12       |
| Belgique (Flandre Ultratop)        | 20       |
| Belgique (Wallonie Ultratop)       | 33       |
| Canada (Canadian Albums)           | 3        |
| Danemark (Tracklisten)             | 10       |
| Espagne (Promusicae)               | 35       |
| États-Unis (Billboard 200)         | 5        |
| Finlande (Suomen virallinen lista) | 3        |
| France (SNEP)                      | 19       |
| Italie (FIMI)                      | 24       |
| Norvège (VG-lista)                 | 6        |
| Nouvelle-Zélande (RIANZ)           | 5        |
| Pays-Bas (Mega Album Top 100)      | 14       |
| Royaume-Uni (UK Albums Chart)      | 4        |
| Suède (Sverigetopplistan)          | 8        |
| Suisse (Schweizer Hitparade)       | 17       |

#### Certifications
| Pays                     | Organisme     | Certification | Niveau de certification |
| ------------------------ | ------------- | ------------- | ----------------------- |
| Argentine                | CAPIF         | Or            | 20 000                  |
| Australie                | ARIA          | 4 × Platine   | 280 000                 |
| Canada                   | CRIA          | 5 × Platine   | 500 000                 |
| France                   | IFOP          | Or            | 50 000                  |
| Allemagne                | Media Control | Platine       | 200,000+                |
| Irlande                  | IRMA          | 3 × Platine   | 45,000+                 |
| Italian Albums Chart     | FIMI          |               |                         |
| Mexican Albums Chart     | AMPROFON      | Or            | 50,000+                 |
| New Zealand Albums Chart | RIANZ         | 2 × Platine   | 30,000+                 |
| Norwegian Album Chart    | IFPI          | Platine       | 40,000+                 |
| Switzerland Albums Chart | Media Control | Or            | 20,000+                 |
| UK Albums Chart          | OCC           | 3 × Platine   | 1,000,000+              |
| U.S. Billboard 200       | Billboard     | 3 × Platine   | 3,000,000+              |

## Postérité
L'impact de l'album peut se sentir sur les sorties ultérieure. Rolling Stone mentionne sur le classement de l'album de Nelly Furtado Loose sorti en 2006 que « c'est un album dans le même style que celui de Gwen Stefani mais sans Gwen ».
L'album de Fergie The Dutchess, sorti en 2006, est aussi influencé par l'album de Gwen; Selon le Timeout.com, c'est Fergie qui a pris le meilleur de la pop contemporaine de l'album de Gwen. Aussi, le premier single de Fergie London Bridge est comparable à la chanson Hollaback Girl, chanson de cet album.

## Titres
| 1.  | What You Waiting For?                          | Gwen Stefani, Linda Perry                                                                                             | Nellee Hooper                         | 3:41 |
| 2.  | Rich Girl (featuring Eve)                      | Mark Batson, Jerry Bock, Kara DioGuardi, Mike Elizondo, Eve, Sheldon Harnick, Chantal Kreviazuk, Stefani, Andre Young | Dr. Dre                               | 3:56 |
| 3.  | Hollaback Girl                                 | Stefani, Pharrell Williams, Chad Hugo                                                                                 | The Neptunes                          | 3:19 |
| 4.  | Cool                                           | Stefani, Dallas Austin                                                                                                | Austin, Hooper*                       | 3:09 |
| 5.  | Bubble Pop Electric (featuring Johnny Vulture) | André Benjamin, Stefani, Seven                                                                                        | Vulture                               | 3:42 |
| 6.  | Luxurious                                      | Stefani, Tony Kanal, Ronald Isley, O'Kelly Isley, Rudolph Isley, Ernie Isley, Marvin Isley, Chris Jasper              | Hooper, Kanal                         | 4:24 |
| 7.  | Harajuku Girls                                 | Stefani, James Harris III, Terry Lewis, James Quenton Wright, Bobby Ross Avila, Issiah J. Avila                       | Jimmy Jam et Terry Lewis, Mark Stent* | 4:51 |
| 8.  | Crash                                          | Stefani, Kanal | Kanal                                 | 4:06 |
| 9.  | The Real Thing                                 | Stefani, Perry, Gavin Rossdale                                                                                        | Hooper, Stent*                        | 4:12 |
| 10. | Serious                                        | Stefani, Kanal | Kanal, Stent*                         | 4:48 |
| 11. | Danger Zone                                    | Stefani, Austin, Perry                                                                                                | Hooper, Austin                        | 3:37 |
| 12. | Long Way to Go (avec André 3000)               | Benjamin, Stefani | André 3000                            | 4:34 |

| 13. | The Real Thing (Wendy et Lisa Slow Jam Mix)                           |  | 3:35 |
| 14. | What You Waiting For? (Elevator Mix) (Royaume-Uni et Japan seulement) |  | 4:06 |

| 1. | What You Waiting For? (Jacques Lu Cont's TWD Mix)     |  | 8:04 |
| 2. | What You Waiting For? (Jacques Lu Cont's TWD Dub)     |  | 8:21 |
| 3. | What You Waiting For? (Live)                          |  | 3:43 |
| 4. | Harajuku Girls (Live)                                 |  | 4:37 |
| 5. | Hollaback Girl (Hollatronix Remix par Diplo)          |  | 2:45 |
| 6. | Cool (Photek Remix)                                   |  | 5:49 |
| 7. | Hollaback Girl (Dance Hollaback Remix par Tony Kanal) |  | 6:52 |

(*) production additionnel

## Crédits
| - Gwen Stefani – chant, directrice de la création - Rusty Anderson – guitare additionnelle (piste 1) - André 3000 – producteur, chant, mixage, clavier (pistes 5, 12); programmation musicale, guitare (piste 5) - Bobby Ross Avila – guitare, clavier (piste 7) - Dallas Austin – producteur, batterie, clavier (pistes 4, 11) - Mark Batson – clavier, clavier basse (piste 2) - Warren Bletcher – assistant ingénieur du son (pistes 5, 12) - Chipz – programmation (piste 6) - Jolie Clemens – directeur artistique, mise en forme - Andrew Coleman – ingénieur du son (piste 3) - Lisa Coleman – clavier (piste 9) - Greg Collins – ingénieur du son (pistes 1, 2, 4, 6, 9, 11); mixage (pistes 5, 12); guitare électrique et slide (piste 9) - Sheldon Conrich – clavier (piste 6) |